# 川村真二
川村真二（かわむら しんじ、1948年- ) は、日本の経営教育コンサルタント。邑井操は実父。

## 略歴
青山学院大学経済学部卒。日本能率協会等を経て独立。リーダー・ビジネス研究所代表。
マネジメント、リーダーシップ、部下育成、問題解決、意識改革等をテーマにして新入社員、中堅、管理職、経営者対象の研修、講演を行う。各社の「企業遺伝子の物語」を作成。

## 著書
- 『誠心の指導者恩田木工 真田藩再建を可能にしたものは』PHP研究所 1993年　のち文庫
- 『心をつかむ必死の説得力 歴史に学ぶ人の読み方・動かし方』大和出版 1994年
- 『福沢諭吉 快男子の生涯』(日経ビジネス人文庫)日本経済新聞社 2000年
- 『ビジネスマンに贈る日本人の心に響く名言』日本経済新聞社 2002年「心に響く勇気の言葉100」日経ビジネス人文庫
- 『真田信之 弟・幸村をしのぐ器量を備えた男』PHP文庫 2005年
- 『働く意味生きる意味 73人のみごとな生き方に学ぶ』(日経ビジネス人文庫)日本経済新聞出版社 2007年
- 『58の物語で学ぶリーダーの教科書』日本経済新聞出版社 2010年　のち文庫
- 『徳川四天王 家康に天下を取らせた男たち』PHP文庫 2014年
- 『80の物語で学ぶ働く意味』日経ビジネス人文庫　2017年

### 共著変
- 『ニューパワーを創出する発想の経営学』田畑真七共著 電波新聞社 1978年
- 邑井操『われに明治の父ありき 戦地の息子と内地の父を結んだ229通の手紙』編 日本経済新聞出版社 2012年

## 論文
- <川村真二